# Linda Gottlieb
Linda Gottlieb (New Jersey, ...) è una produttrice cinematografica statunitense.

## Biografia
Nata nel New Jersey, Linda si laurea al Wellesley College nel 1960.
È diventata nota soprattutto per Dirty Dancing.

## Filmografia
- Limbo regia di Mark Robson (1972)
- Summer of My German Soldier  regia di Michael Tuchner (1973)
- We're Fighting Back regia di Lou Antonio (1981)
- The Gentleman Bandit regia di Jonathan Kaplan (1981)
- The Electric Grandmother regia di Noel Black (1982)
- Dirty Dancing (Balli proibiti) regia di Emile Ardolino (1987)
- Soldier's Girl regia di Frank Pierson (2003)
- Bruised - Lottare per vivere regia di Halle Berry (2020)

## Riconoscimenti
- Vincitrice di 3 Daytime Emmy Awards
  - 1977,1979,1980
- Nominata per 5 Daytime Emmy Awards
  - 1977,1979,1979,1981,1981
- Nominata per 3 Primetime Emmy Awards
  - 1979,1982,1993
- Vincitrice di un Independent Spirit Awards
  - 1988